# Rafał Boguski
Rafał Boguski (* 9. Juni 1984 in Ostrołęka, Polen) ist ein polnischer Fußballspieler.

## Vereinskarriere
Der 1,73 m große und 70 kg schwere Mittelfeldspieler begann seine Profikarriere beim Zweitligisten ŁKS Łomża, wo er bereits die Jugendabteilungen durchlief und in der vierten und dritten Liga spielte. 2006 wurde er von Wisła Krakau verpflichtet. Allerdings bestritt er nur zwei Spiele für die Krakauer, bevor er zum Ligakonkurrenten GKS Bełchatów ausgeliehen wurde. Hier konnte er durch sehr starke Leistungen überzeugen und kehrte nach der Saison wieder zu Wisła Krakau zurück. Seitdem konnte er mit dem Verein dreimal die Meisterschaft feiern. Nach 14 Jahren wechselte er in die 2. Liga Polens.

## Nationalmannschaft
In der polnischen Nationalmannschaft debütierte er am 15. Dezember 2007 gegen Bosnien und Herzegowina. Am 1. April 2009 erzielte Boguski im WM-Qualifikationsspiel gegen San Marino bereits nach 23 Sekunden das 1:0. Damit ist es das schnellste Tor, das jemals ein Spieler für Polen geschossen hat. Sein letztes Länderspiel absolvierte Boguski am 1. April 2009 beim Qualifikationsspiel zur Fußball-Weltmeisterschaft 2010 gegen San Marino, als er auch selbst zwei Treffer erzielen konnte. Das letzte Mal im Kader der polnischen Auswahl war der Stürmer am 11. August 2010 bei einem Freundschaftsspiel gegen Kamerun.

## Erfolge
- Polnischer Meister: 2008, 2009, 2011
- Torschützenkönig der IV Liga: 2003